# Denis Kovačević
Denis Kovačević (* 12. Dezember 2002 in Wien) ist ein bosnisch-österreichischer Fußballspieler.

## Karriere

### Verein
Kovačević begann seine Karriere beim Favoritner AC. Zur Saison 2012/13 wechselte er zum Wiener Sportklub. Im März 2016 kehrte er zum FavAC zurück. Zur Saison 2016/17 wechselte er wiederum zurück zum WSK, der zur Saison 2017/18 in den Wiener Sport-Club eingegliedert wurde. Im Jänner 2020 wechselte er zum FCM Traiskirchen. Vor dem Abbruch der Saison 2019/20 kam er jedoch nicht mehr für den FCM zum Einsatz. Zur Saison 2020/21 schloss er sich den viertklassigen Amateuren des SKN St. Pölten an. Für die SKN Juniors kam er jedoch nie zum Einsatz.
Im Februar 2021 wechselte Kovačević zum Zweitligisten Kapfenberger SV. Sein Debüt in der 2. Liga gab er im April 2021, als er am 25. Spieltag der Saison 2020/21 gegen den FC Liefering in der 82. Minute für Paul Mensah eingewechselt wurde. Bis Saisonende kam er zu fünf Zweitligaeinsätzen für die Steirer. Nach der Saison 2020/21 verließ er den Verein wieder.
Daraufhin wechselte er im September 2021 nach Bosnien zum Erstligisten FK Željezničar Sarajevo. Dort kam es lediglich zu einem Einsatz bei einem Pokalspiel. Ein Jahr später, Anfang September 2022, wechselte er zum Aufsteiger in die türkischen Süper Lig İstanbulspor.
Nach Ablauf des Vertrages war er ab Juli 2023 zunächst ohne Vertrag. Mitte November 2023 erhielt er vom Aufsteiger in die Maltese Premier League Sliema Wanderers. Auch hier kam er in der Saison 2023/24 zu keinem Ligaeinsatz.

### Nationalmannschaft
Der gebürtige Österreicher Kovačević absolvierte im Mai 2019 ein Freundschaftsspiel für die bosnische U-18-Auswahl. 2020 folgten zwei Freundschaftsspiele für das U-19-Team sowie drei im Jahr 2021 für die U 21-Nationalmannschaft.